# Frauke Seewald
Frauke Seewald (* 10. Juli 1961 in Wittmund) ist eine deutsche Juristin und derzeitige Präsidentin des Landgerichtes Aurich. 

## Leben
Frauke Seewald wurde am 10. Juli 1961 in Wittmund geboren. Nach dem Abitur am Niedersächsischen Internatsgymnasium Esens nahm sie ein Studium an der Philipps-Universität Marburg auf. Ihr Referendariat absolvierte sie in Oldenburg. Danach arbeitete sie für einige Monate bei einem Anwalt, ehe sie im Januar 1990 Richterin am Landgericht Oldenburg Richterin auf Probe wurde. Im Dezember 1993 wurde sie Richterin am Landgericht. Ab Februar 2001 war sie Richterin am Oberlandesgericht Oldenburg und ab Juli 2007 Vorsitzende Richterin am Landgericht Oldenburg. Im Juli 2013 wurde sie zur Präsidentin am Landgericht Aurich ernannt. Frauke Seewald ist verheiratet.